# ワントーンラーン区
ワントーンラーン区（ワントーンラーンく、タイ語: เขตวังทองหลาง）は、タイ王国バンコク都の行政区の一つ。
この行政区は、時計回りに、ラートプラーオ区、バーンカピ区、フワイクワーン区、チャトゥチャック区の4つの行政区に接している。

## 歴史
1997年11月21日に、バーンカピ区のクロンチャン準区とラートプラーオ区のラートプラーオ準区の一部が合併しワントーンラーン区が新設された。